# Синтаксис (семиотика)
Си́нтаксис в семиотике — совокупность отношений между знаками, а также раздел семиотики, изучающий эти отношения. Называется также термином «синтактика».

## История
- Понятие синтаксиса в семиотике было введено Чарльзом Моррисом в 1938 году.
- Противопоставляется двум другим разделам семиотики — семантике и прагматике.
- Моррисовская триада терминов непосредственно повлияла на терминологию формальной логики.
  - Сперва в работах Р. Карнапа, затем в работах А. Чёрча, У. Куайна и других стало обычным выделение синтаксиса и семантики в логике.
  - Затем, с 1970-х годов, логики перешли к тройственному противопоставлению синтаксиса, семантики и прагматики.

## Смысл термина
- Термин «синтаксис» в его семиотическом смысле достаточно прочно вошёл и в лингвистическую терминологию, хотя и воспринимается в ней как своеобразная метафора. А именно, это происходит в тех редких случаях, когда термин «синтаксис» употребляется именно в семиотическом, а не в собственно лингвистическом смысле слова. Например, когда лингвисты говорят о «синтаксисе морфем» (внутри слова) или о «синтаксисе фонем» (внутри слога) или о «синтаксисе значений» (или «синтаксисе семантических элементов») внутри смысловой (содержательной) структуры речевых отрезков, имея в виду «сочетаемость» («синтагматику») этих элементов.
- В отличие от синтаксиса в логике и синтаксиса в лингвистике, синтаксис в семиотике включает не только отношения сочетаемости между знаками (их синтагматику), но и их парадигматику, то есть совокупность парадигматических отношений между знаками.